# Better Than I Know Myself
«Better Than I Know Myself» —en español: «Mejor de lo que yo mismo sé»— es una canción interpretada por el cantante de origen estadounidense Adam Lambert, perteneciente a su segundo álbum de estudio Trespassing, de 2012.  La canción, lanzada como primer sencillo del álbum el 20 de diciembre de 2011, fue escrita por Claude Kelly, Henry Walter, Ammo y Dr. Luke, mientras que su producción quedó a cargo de estos tres últimos. El 18 de enero de 2012, Lambert presentó el tema en vivo por primera vez en el programa de televisión The Tonight Show.

## Antecedentes y descripción
El 15 de diciembre de 2011, RCA Records anunció que «Better Than I Know Myself» sería el primer sencillo del próximo disco de Lambert, Trespassing. Cinco días después del anuncio, se lanzó el iTunes. Fue escrita por Claude Kelly, Henry Walter, Ammo y Dr. Luke, mientras que su producción quedó a cargo de estos tres últimos. La canción habla sobre «un amor que sabe como eres por dentro y por fuera» por líneas como «but you're the only one who knows me better than I know myself» —en español: «Pero tú eres el único que me conoce mejor que yo mismo».

## Formatos y remezclas
- Descarga digital

| «Better Than I Know Myself» — Sencillo |                             |          |  |
| N.º                                    | Título                      | Duración |  |
| 1.                                     | «Better Than I Know Myself» | 3:36     |  |

- Sencillo en CD

| «Better Than I Know Myself» — Sencillo |                                                 |          |  |
| N.º                                    | Título                                          | Duración |  |
| 1.                                     | «Better Than I Know Myself»                     | 3:36     |  |
| 2.                                     | «Better Than I Know Myself» (Alex Ghenea Remix) | 3:21     |  |

## Posicionamiento en listas

### Semanales
| Bélgica (Flandes) | Ultratop 50           | 15 |
| Canadá            | Canadian Hot 100      | 56 |
| Estados Unidos    | Billboard Hot 100     | 76 |
| Finlandia         | Finnish Singles Chart | 6  |